# Schizocosa hebes
Schizocosa hebes är en spindelart som först beskrevs av O. Pickard-Cambridge 1885.  Schizocosa hebes ingår i släktet Schizocosa och familjen vargspindlar. Inga underarter finns listade i Catalogue of Life.